# Viscount Rochdale

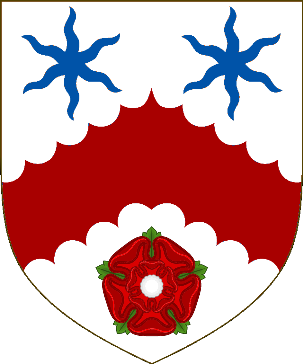
Wappen der Viscounts und Barone Rochdale

Viscount Rochdale, of Rochdale in the County Palatine of Lancaster, ist ein erblicher britischer Adelstitel in der Peerage of the United Kingdom.

## Verleihung und nachgeordnete Titel
Der Titel wurde am 20. Januar 1960 für John Kemp, 2. Baron Rochdale, geschaffen.
1945 hatte er bereits von seinem Vater den am 14. Februar 1913 für diesen geschaffenen Titel Baron Rochdale, of Rochdale in the County Palatine of Lancaster, geerbt. Der Baronstitel gehört ebenfalls zur Peerage of the United Kingdom und wird seither als nachgeordneter Titel des Viscounts geführt.

## Liste der Viscounts und Barone Rochdale

### Barone Rochdale (1913)
- George Kemp, 1. Baron Rochdale (1866–1945)
- John Kemp, 2. Baron Rochdale (1906–1993) (1960 zum Viscount Rochdale erhoben)

### Viscounts Rochdale (1960)
- John Kemp, 1. Viscount Rochdale (1906–1993)
- St. John Kemp, 2. Viscount Rochdale (1938–2015)
- Jonathan Kemp, 3. Viscount Rochdale (* 1961)

Titelerbe (Heir Presumptive) ist der jüngere Brudes des aktuellen Viscounts, Hon. Christopher Kemp (* 1969).